# Réville
Réville – miejscowość i gmina we Francji, w regionie Normandia, w departamencie Manche.
Według danych na rok 1990 gminę zamieszkiwało 1205 osób, a gęstość zaludnienia wynosiła 114 osób/km² (wśród 1815 gmin Dolnej Normandii Réville plasuje się na 191. miejscu pod względem liczby ludności, natomiast pod względem powierzchni na miejscu 471.).